# Littoral (Kamerun)
Littoral (deutsch Küste, vergl. litoral) ist eine Region Kameruns mit der Hauptstadt Douala.

## Geografie
Die Region liegt im Westen des Landes und grenzt im Norden an die Region Ouest / West, im Osten an die Region Centre, im Südosten an die Region Sud / South, im Südwesten an den Atlantik und im Westen an die Region Sud-Ouest / Southwest. Das Wildtierreservat Douala-Edea liegt in der Provinz. An der Grenze zur Nachbarprovinz liegen der 2411 Meter hohe erloschene Vulkan Manengouba und der Mount Kupe, diese bilden die östlichen Grenzen der Bakossi-Berge die zusammen einen Biodiversitätshotspot bilden.

## Bevölkerungsentwicklung
Seit dem Jahr 1976 hat sich die Einwohnerzahl mehr als verdreifacht.
| Jahr           | Einwohnerzahl |
| -------------- | ------------- |
| Zensus 1976    | 935.166       |
| Zensus 1987    | 1.352.833     |
| Zensus 2005    | 2.510.263     |
| Schätzung 2015 | 3.355.000     |

## Politische Gliederung

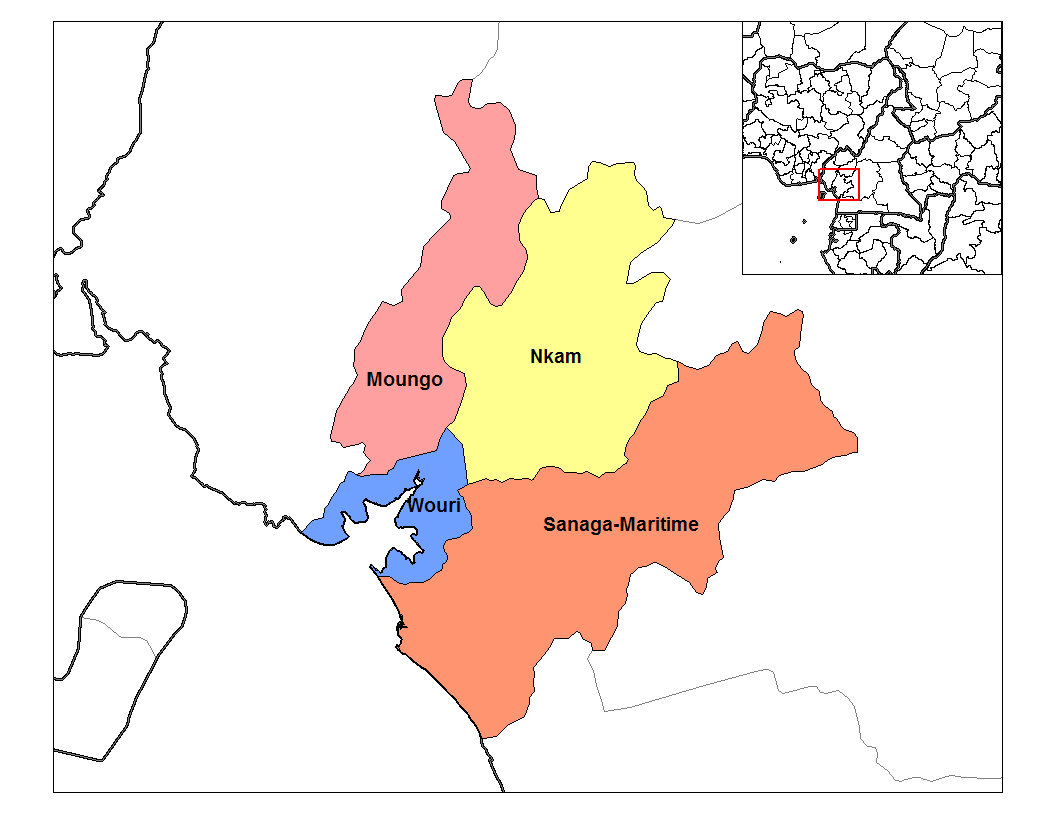
Départements der Küstenregion

Die Region ist in vier Départements unterteilt:
| Département     | Hauptstadt | Einwohner 2005 | Fläche in [km²] | Bevölkerungsdichte 2005 [Einwohner/km²] |
| --------------- | ---------- | -------------- | --------------- | --------------------------------------- |
| Moungo          | Nkongsamba | 379.241        | 3723            | 102                                     |
| Nkam            | Yabassi    | 36.730         | 6291            | 6                                       |
| Sanaga-Maritime | Edéa       | 162.315        | 9311            | 17                                      |
| Wouri           | Douala     | 1.931.977      | 923             | 2093                                    |
| Gesamt          |            | 2.510.263      | 20.248          | 166                                     |